# Jorge Paixão
Jorge Manuel da Silva Paixão Santos (ur. 19 grudnia 1965 w Almadzie) – portugalski trener piłkarski, piłkarz występujący na pozycji napastnika, obecnie szkoleniowiec Al-Yarmouk SC. Młodzieżowy reprezentant Portugalii.

## Kariera
Po zakończeniu pracy w katarskiej drużynie Al-Mesaimeer, Paixão powrócił do Portugalii, gdzie we wrześniu 2013 roku został zatrudniony w drugoligowym SC Farense. W klubie pracował przez krótki czas, mimo to zdołał wyciągnąć drużynę ze strefy spadkowej i pozostawił ją w górnej połowie tabeli.
W lutym 2014 roku Paixão został oficjalnie zaprezentowany jako nowy szkoleniowiec pierwszoligowej Bragi, gdzie zastąpił Jesualdo Ferreirę. Jego głównym zadaniem miał być awans do europejskich pucharów, nie był jednak w stanie tego osiągnąć, zajmując z klubem dopiero dziewiąte miejsce w lidze, co było najgorszym rezultatem od jedenastu lat. Bradze nie udało się także awansować do finału Pucharu Portugalii z powodu porażki w dwumeczu z Rio Ave FC. 14 maja 2014 roku ogłoszono, że kontrakt Paixão nie zostanie przedłużony i nie poprowadzi on drużyny w nadchodzącym sezonie.
24 czerwca 2014 roku Paixão został zatrudniony na stanowisku trenera w polskim klubie Zawisza Bydgoszcz, chociaż wcześniej łączono jego osobę z wolną posadą w SC Olhanense. W jego debiucie na ławce trenerskiej Zawiszy, klub pokonał 3:2 Legię Warszawa i zdobył Superpuchar Polski. Mimo to, 30 sierpnia 2014 roku Paixão został zwolniony z pełnionej funkcji po odniesieniu w meczach ligowych sześciu kolejnych porażek. Na początku października 2014 roku objął SC Olhanense.

## Sukcesy

### Zawisza Bydgoszcz
- Superpuchar Polski: 2014